# Rodrigo Rodríguez Girón
Rodrigo Rodríguez Girón, también llamado Rodrigo Ruiz Girón, (m. después de abril de 1247) fue un ricohombre, miembro de la Casa de Girón y fundador, junto con su esposa Inés Pérez, del monasterio de Santa María de la Vega.

## Biografía
Rodrigo fue uno de los ocho hijos nacidos del primer matrimonio de Rodrigo Gutiérrez Girón y de su primera esposa, María de Guzmán. En 1194, una vez fallecido su padre, los ocho hermanos vendieron a la Orden de Calatrava la parte que les correspondía en el castillo de Dueñas.
El historiador José López Agurleta (s. XVIII) indica que Rodrigo también fue el chanciller mayor del rey Enrique I y de su hermana, Berenguela de Castilla. Fue señor del pueblo y castillo de Agüero. Como toda su parentela, durante el conflicto sucesorio, Rodrigo apoyó a Berenguela de Castilla y a su hijo Fernando, futuro Fernando III de Castilla, y se enfrentó a Álvaro Núñez de Lara. Como consecuencia, sus propiedades burgalesas fueron saqueadas.
Un 28 de enero de un año no especificado, posiblemente 1217, el rey Fernando III, concedió un privilegio a Roderico Roderici dilecto uasallo meo por el cual le donaba Buenavista, antiguamente llamada Agüero, y confirmaba la donación de este lugar que el rey Enrique I había hecho a este magnate.
Aparece citado en la Crónica latina de los reyes de Castilla como Rodericus Roderici junto con su hermano Gonzalo Rodríguez Girón, que también sería mayordomo real y señor de Frechilla y de Autillo de Campos y con quien compartía la mitad de la importante tenencia de Carrión. Desde comienzos del siglo XIII y al menos hasta 1215 Rodrigo disfrutó so mano de rei de la importante tenencia de Saldaña, a orillas del Carrión. Rodrigo fue señor de numerosos lugares, entre ellos, Celadilla, Santa Marina, Portillejo, Lerones, Fuentesalces y Membibre. Fue merino mayor de Saldaña y Carrión y de sus jurisdicciones, «responsable de todas las causas judiciales y su aplicación en Saldaña y su zona de influencia».

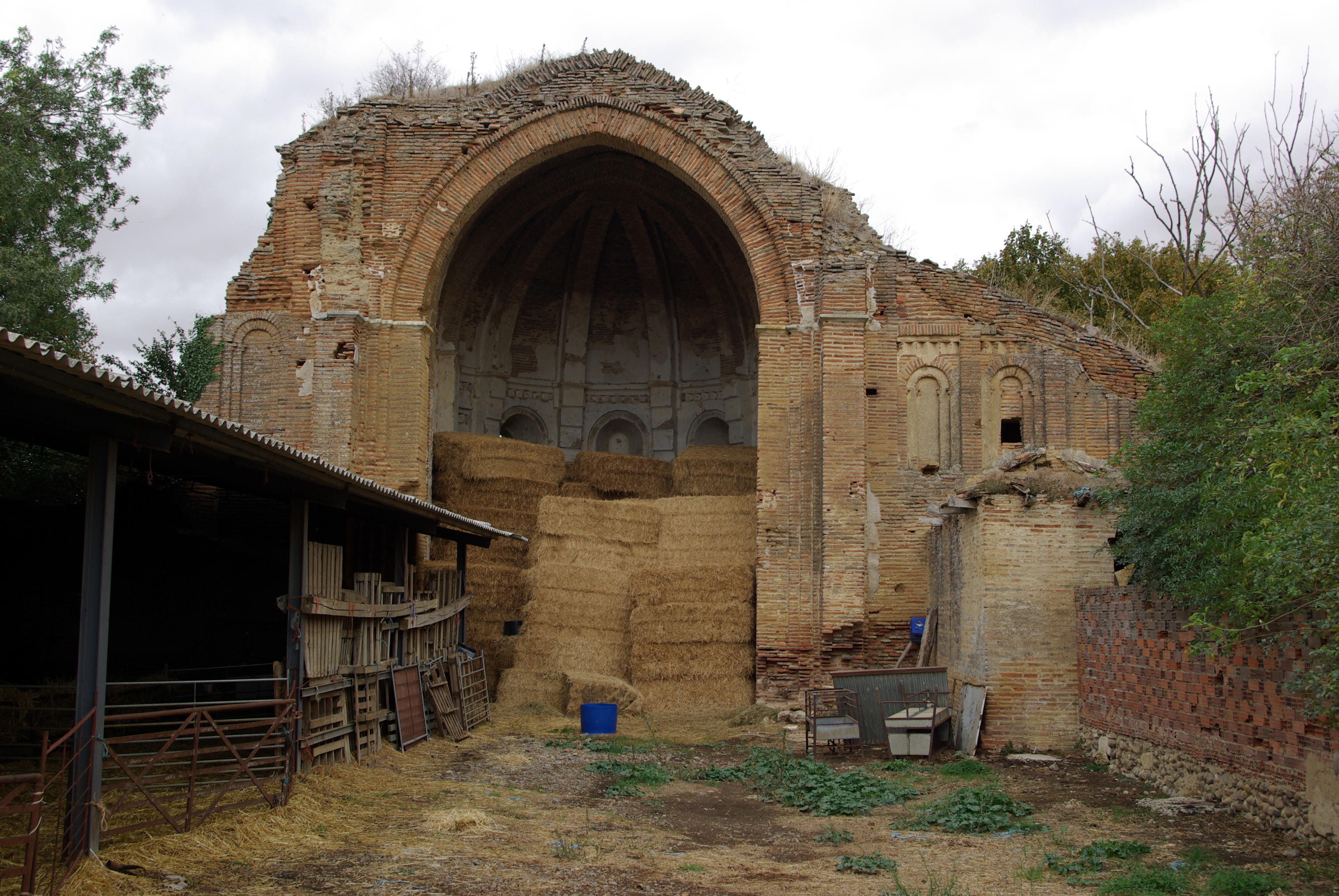
Ruinas del monasterio de Santa María de l Vega fundado por Rodrigo Rodríguez Girón y su esposa Inés Pérez

En abril de 1215, Rodrigo y su esposa, Inés Pérez, fundaron y dotaron el monasterio de Santa María de la Vega. En 1216, «Rodrigo participó, junto con Lope Díaz de Haro II, Álvaro Díaz de los Cameros, y Nuño González de Ucero, en la defensa del reino castellano frente a las incursiones leonesas y de los Lara, colaboración que se vio recompensada por el nuevo monarca
».
En varios documentos, desde abril de 1216 hasta el 17 del mismo mes del año 1247, le denominan señor de «la honor Madrid», «en cuyo cargo tuvo por antecesores a Diego López, Gómez Pérez, Alfonso Téllez y Diego de Henares». También figura en 1219 con el cargo de justicia mayor de Madrid (antecedente de los posteriores corregidores y alcaldes).
En 23 de enero de 1223, Rodrigo y sus hermanos Gonzalo y Pedro y sus sobrinos, Tello, Mayor y Teresa Alfonso, hijos de Elvira Rodríguez Girón y Alfonso Téllez de Meneses, y Guillén Pérez de Guzmán, yerno de Gonzalo, vendieron a  García Fernández de Villamayor y a su esposa Mayor Arias, el monasterio de Santa María la Real de Villamayor.
El 30 de abril de 1224, Rodrigo Rodríguez Girón confirmó la renovación del Fuero de Agüero (Buenavista de Valdavia), otorgado por Munio Gómez, el primer abad perpetuo del monasterio de Santa María de la Vega. Este documento regulaba «los impuestos, costumbre, relaciones entre vecinos, entre pueblos homicidios, bodas» etc., y marcaron el paso de Agüero «de realengo a abadengo con dependencia del Monasterio».
En este mismo año la Crónica latina de los reyes de Castilla le ubica entre los nobles más poderosos de Castilla junto con el resto de la Curia regia en Muñó, siendo citados también como parte de ella su hermano Gonzalo, Lope Díaz de Haro y Alfonso Téllez de Meneses, su sobrino, hijo de su hermana Elvira y de Alfonso Téllez de Meneses. 
No se conoce la fecha de su muerte, pero probablemente ocurriera después de abril de 1247, la última vez que aparece en la documentación. En septiembre de 1249, es su hijo, Gómez Rodríguez de Manzanedo, el que figura como señor de Madrid.

## Matrimonio y descendencia
Casó con Inés Pérez. No se conoce quienes fueron los padres de Inés, pero, el hecho que en su testamento mandase que la enterraran en el monasterio de Santa María de Perales — y no en el monasterio de Santa María de la Vega donde recibió sepultura su esposo —, fundado por el conde Nuño Pérez de Lara y lugar de entierro de varios miembros de la Casa de Lara, sugiere que Inés pudo ser parienta del conde Nuño.  De este matrimonio nacieron por lo menos cinco hijos:
- Gómez Rodríguez de Manzanedo, casado con Mencía Pérez.[22] En su testamento, otorgado el 8 de marzo de 1275, en Carrión de los Condes, menciona, entre otras personas, a su padre, «don Rodrigo», a su esposa Mencía y deja doscientos maravedís al monasterio de Perales ho yaçe mi madre.[23][b]
- Mencía Rodríguez Girón,[22] mencionada en el testamento de su hermano Gómez.[23]
- Rodrigo Rodríguez Girón «el Menor»[22]
- Fernando Rodríguez de Manzanedo[22]
- Álvaro Rodríguez Girón[22]

También pudieron ser los padres de:
- Milia Rodríguez, casada con García Fernández de Villamayor.[24]